# Prozatímní národní vláda Vietnamu
Prozatímní národní vláda Vietnamu, anglicky Provisional National Government of Vietnam, zkráceně PNGV, vietnamsky Chính phủ quốc gia Việt Nam lâm thời, též označovaná jako Provisional National Government of the State of Vietnam nebo krátce Provisional Government of Vietnam, je exilová vláda, sídlící v Orange County a dalších vietnamsko-amerických komunitách. Podobně jako Vláda svobodného Vietnamu, která byla rozpuštěna v roce 2013, usiluje o svobodný a nekomunistický Vietnam.

## Historie
Prozatímní národní vláda Vietnamu byla vytvořena bývalými vojáky a uprchlíky z bývalé Vietnamské republiky dne 21. října 1990 a byla oficiálně založena 16. února 1991, je vedená „premiérem“ Quanem Minh Daoem, který byl zvolen zástupci tří generací vietnamské diaspory ve Spojených státech. Ten nahradil Nguyena Trana, který byl „premiérem“ před ním.
V lednu 2018 byla skupina označena Ministerstvem veřejné bezpečnosti Vietnamské socialistické republiky za „teroristickou organizaci“ s tvrzením, že je zodpovědná za plány na spáchání „aktů terorismu a sabotáže, a vraždy funkcionářů“. Navzdory obviněním od vietnamského komunistického režimu, mluvčí velvyslanectví USA v Hanoji uvedl, že PNVV není označena za teroristickou skupinu Ministerstvem zahraničí Spojených států amerických.

## Politické názory
Prozatímní národní vláda Vietnamu uvedla, že její politické cíle jsou:
- Dosáhnout svobodných a demokratických voleb ve Vietnamu. Vláda se snaží vytvořit atmosféru nenásilného tlaku na komunistický režim, aby umožnil volební proces, díky němuž si lidé mohou vybrat, zda si ponechat komunismus jako preferovaný systém vlády.
- Dosažení spravedlivé a nestranné ropné politiky ve prospěch občanů Vietnamu bez násilí a bez zkorumpovaných komunistických vládních postupů.
- Začlenění myšlenek volného trhu do vietnamské kultury.
- Rovné příležitosti při využívání vietnamských národních mořských ropných zdrojů a volné vodní cesty.
- Prevence konfliktů Vietnamu se sousedními zeměmi kvůli nelegálním kontrolám a omezením.
- Vydání komunistických zločinců justici.
- Založení Vietnamské federativní republiky.